# 三輪神社 (揖斐川町)
三輪神社（みわじんじゃ）は、岐阜県揖斐郡揖斐川町にある神社である。揖斐川の総鎮守であり、旧社格は県社。

## 祭神
- 大物主大神（おおものぬしのおおかみ）

大物主大神は大国主大神の和魂であり、大国様として信仰が深い。地元では『ダイコク様』や『明神さん』と呼ばれて親しまれている。

## 歴史
創建時期は不詳だが、鎮座地は、奈良時代には大野郡大神郷（おおみわごう）として存在し、氏子区内には口分田跡が広く確認できることから、古代より三輪氏がこの地で大きな力を持っていたと考えられる。社伝によると、神武天皇の時代に武御名方富命（諏訪大社の祭神）が三輪明神を祀ったのが最初という。創建当時は播隆山の中腹にあった。
803年（延暦22年）、最澄が自作の薬師如来像（比叡山延暦寺の薬師如来像と同じ霊木で造られた像）を背負いながら諸国を旅をしていたとき、三輪の地で三和次郎大夫藤原助基と出会い、横蔵寺を建立したという。このことから、江戸時代までは西国三十三所観音霊場第三十三札所の華厳寺を参拝する前に、三輪神社に般若心経を拝読していたという。
本殿は1315年（正和4年）再建後、1577年（天正5年）に斎藤道三の旧家臣である堀池千代壽丸により現在の地に移された。その後、1602年（慶長7年）に揖斐城城主西尾光教、1672年（寛文12年）に揖斐陣屋の旗本岡田善政により修復が行われたが、1959年（昭和34年）の伊勢湾台風で大木の倒壊により大きな損傷を受けてしまう。現在の本殿は1961年（昭和36年）、無事だった古材をできる限り使用し、鎌倉時代の姿に再建したものである。

## 例祭
三輪神社では、毎年5月4日、5日に、揖斐祭（いびまつり）と呼ばれる例祭が行われる。5月4日に例大祭が、5月5日に神輿御渡が行われる（山車、稚児歌舞伎はは両日）。この祭りには各町内の豪華絢爛な5輌の山車が境内に揃い、その上で稚児歌舞伎が上演される。また、神輿渡御(みこしとぎょ）は本社の大神輿3基と各町内からの青年・子供神輿11基が、賑やかに町内を巡行する。
揖斐祭の創始の時期は、山車の前に使用されていた神輿に1714年（正徳4年）の年号が記されていることから、少なくともこの頃には現在の形の祭りであったと考えられる。
揖斐川歴史民俗資料館には揖斐祭に関する展示が常設されており、5輌の山車の模型などが展示されている。

## 文化財
岐阜県指定重要有形民俗文化財
- 揖斐祭の芸やま

元々は4月の卯の日に行われており、後には新暦5月7・8日の両日と定められ、戦後は5月4・5日の両日に改められた。5日には、神社から神輿三基の渡御があり、社前の広場で車山芸が披露される。車山芸は高砂車山（上町）、住吉車山（中町）、鳳凰車山（下町）、竜宮車山（上新町）、市車山（下新町）など５基ある車山から毎年順番に当番町が担当している。この車山芸の由来は、当地を領していた旗本・岡田善諧が幕府の御旗奉行に任命されたのを祝して各町内が競って造り物をこしらえ、神輿の先導を行ったことがきっかけと伝えられている。
揖斐川町指定文化財
- 神輿（重要有形民俗資料）[2]
- 大般若経[2]

## 摂末社
- 神明神社（しんめいじんじゃ）
- 春日神社（かずがじんじゃ）
- 厳島神社（いつくしまじんじゃ）
- 三霊神社（さんれいじんじゃ）

## 現地情報
所在地
- 岐阜県揖斐郡揖斐川町三輪1322

交通アクセス
- 最寄バス停：揖斐川町コミュニティバス「揖斐川町」バス停下車後、徒歩約3分